# Lita Ford
Lita Rossana Ford (Streatham, 19 settembre 1958) è una chitarrista e cantante statunitense di origine britannica.
Dapprima membro delle Runaways, intraprese in seguito una carriera solista, raggiungendo il picco della sua popolarità con l'album Lita e con il relativo singolo Kiss Me Deadly. Ha avuto due figli da Jim Gillette dei Nitro.

## Biografia

### Le origini
Lita Ford nacque a Streatham, Londra (Regno Unito), con il nome di Lita Rossana Ford il 19 settembre 1958. Si trasferì presto a Long Beach, California negli Stati Uniti agli inizi degli anni settanta con i suoi genitori, Harry Leonard e Isabella (Lisa) che si erano conosciuti durante la seconda guerra mondiale. Suo padre era un militare britannico mentre la madre era italiana.
All'età di 11 anni le venne regalata una chitarra classica con corde di nylon con cui cominciò a suonare incoraggiata dai suoi genitori, mentre a 13 anni andò al suo primo concerto dei Black Sabbath, gruppo che l'avvicinò all'heavy metal. Continuò a suonare la chitarra ispirandosi ai suoi gruppi preferiti come Black Sabbath, Deep Purple e Jimi Hendrix, e trovò un lavoro all'ospedale di St Mary vicino a casa riuscendo a mettere da parte 450 dollari per comprarsi una Gibson SG, lo stesso modello del suo mito Tony Iommi, chitarrista dei Black Sabbath.

### Le Runaways
Lita frequentò la Poly High School di Long Beach e per un breve periodo la Lake Wood High School prima di ritornare a Long Beach. Per un certo tempo suonò il basso in una band della scuola composta da soli ragazzi che condividevano la stessa passione per la musica.
All'epoca Kim Fowley stava cercando delle ragazze per formare una band tutta femminile, le Runaways. Sentì Lita suonare il basso e le telefonò. Lita gli disse che suonava la chitarra solista e Fowley rispose che stava cercando una come lei per completare la formazione delle Runaways.
Lita si presentò e superò le audizioni, tuttavia abbandonò la band dopo due giorni per alcuni diverbi con Fowley. Una settimana dopo, nell'ottobre del 1975 tornò nella band quando Fowley la ricontattò riconoscendo che la ragazza aveva talento. La band, nella quale militava anche la cantante Joan Jett, sfornò quattro album in studio e un live. Suonarono a diversi tour negli Stati Uniti e in Giappone. Il gruppo raggiunse una modesta popolarità, grazie soprattutto al brano "Cherry Bomb". La band però non riscosse un successo particolarmente rilevante durante la loro carriera. Il sodalizio durò fino al 1979 quando le componenti del gruppo decisero di intraprendere strade diverse, e Lita diede inizio a una carriera solista che le avrebbe permesso di raggiungere una grande notorietà per tutti gli anni ottanta.

### Carriera solista
Sciolte le Runaways, Lita volle formare una nuova band con la batterista della band Sandy West, ma non trovarono personale e così il progetto non ebbe risvolti. Lita abbandonò quindi i suoi progetti musicali svolgendo alcuni lavori occasionali, fino a quando incontrò Eddie Van Halen. Il guitar hero le consigliò di tornare a dedicarsi alla musica, dicendole che stava sprecando il suo talento. Decise così di fondare una nuova band, ma dopo aver cercato diversi cantanti senza risultato, Lita prese lezioni di canto, intenzionata a diventare una front woman. La sua prima performance dopo le Runaways avvenne come ospite nell'album della punk rock band The Stepmothers del 1981 nella reinterpretazione delle Runaways American Nights.
Inoltre all'epoca Lita conviveva con Nikki Sixx, bassista e leader dei Mötley Crüe.
Firmando per la Mercury Records Lita diede inizio alla carriera solista, reclutando il chitarrista canadese Neil Merryweather ed il batterista Dusty Watson. Con questi la Ford pubblicherà nel 1983 il disco di debutto intitolato Out for Blood, un album sulla scia dell'heavy metal che però, almeno inizialmente, passò inosservato a causa della scarsa sponsorizzazione da parte dell'etichetta. Il disco venne prodotto dal chitarrista Neil Merryweather. La copertina dell'album, raffigurante Lita con una chitarra insanguinata, venne censurata a favore di una foto all'apparenza meno aggressiva e provocante.
Nel tour del disco subentrò il bassista Randy Rand, un anno dopo membro degli Autograph, mentre Dusty Watson raggiunse i Legs Diamond. Vennero poi reclutati il bassista Hugh McDonald ed il batterista Randy Castillo con cui l'anno successivo diede alla luce il secondo Dancin' on the Edge.
Il disco vede la partecipazione di Jeff Lieb alla composizione di alcuni brani e ai sintetizzatori assieme ad Aldo Nova. Questo presenta un sound più leggero rispetto al precedente.
Grazie alla migliore produzione e sponsorizzazione Lita suonò in Europa al fianco di Rainbow e Black Sabbath. Durante il tour, Castillo abbandonò il progetto sostituito da Eric Singer (futuro membro dei Kiss). Castillo poi raggiunse gli Stone Fury, e più tardi Ozzy Osbourne e Mötley Crüe. La Ford partecipò, assieme a Glenn Hughes e Ronnie James Dio, all'album degli Heaven Where Angels Fear to Tread come corista nello stesso 1984.
Venne poi ingaggiata da Tony Iommi dei Black Sabbath per due anni ed apparve con lui al concerto MTV Guitar Hereos ma la relazione tra i due finì nel 1987.
Lita registrò il terzo album con la PolyGram Records, il cui titolo doveva essere The Bride Wore Black. La copertina doveva ritrarla con un vestito da nozze nero, ma l'album non venne infine realizzato poiché l'etichetta giudicò il disco troppo pesante. La Ford di conseguenza concluse il contratto con la major.
Il terzo album intitolato Lita venne pubblicato nel 1988, per la RCA Records, e prodotto da Mike Chapman. Lita assunse come manager Sharon Osbourne, moglie di Ozzy, e seguì il suo consiglio facendo partecipare all'album diversi noti artisti. L'album infatti vedeva la partecipazione di Myron Grombacher, batterista di Pat Benatar e Vinnie Vincent Invasion, David Ezrin alle tastiere e Ozzy Osbourne. Ford inoltre introdusse il chitarrista Steve Fister. Fister si era presentato ad un'audizione per Ozzy Osbourne, ma venne introdotto nella band della Ford. Inoltre parteciparono alla composizione di alcuni brani altri noti personaggi come il suo ex fidanzato Nikki Sixx, lo stesso Osbourne e Lemmy Kilmister dei Motörhead. Il disco presentava sonorità più melodiche che le fecero ottenere un ottimo successo commerciale. La critica lo considerò uno dei più grandi album degli anni ottanta. La sua notorietà è dovuta a celeberrime canzoni come Back To The Cave, Kiss Me Deadly (una delle hit più trasmesse in radio e in televisione a quei tempi) e Close My Eyes Forever, ballad dove Lita duetta con il cantante Ozzy Osbourne. Grazie all'ottimo successo del disco, suonò in tour con i Poison negli USA e con i Bon Jovi in Europa dove venne girato un video della sua performance al Wembley Stadium in Inghilterra nel 1989.

#### Anni '90
All'epoca conobbe il chitarrista Chris Holmes dei W.A.S.P. al Rainbow Bar and Grill. I due si sposarono il 26 giugno 1990.
L'anno precedente Lita aveva partecipato come ospite all'album dei W.A.S.P. The Headless Children mentre nel 1993 apparì nuovamente in un loro album nella raccolta First Blood Last Cuts, questa volta in qualità di chitarrista solista nel brano inedito "Sunset And Babylon".
Fister abbandonò la band per raggiungere gli Steppenwolf, e più tardi collaborò con Derek St. Holmes e Pat Travers. Nel 1990 uscì il quarto album, intitolato Stiletto, che conteneva anche la reinterpretazione di Alice Cooper Only Woman Bleed e la ballad Lisa dedicata a sua madre. Tuttavia l'album non ebbe buoni riscontri commerciali. In questo periodo Lita venne inclusa nel Circus Rock Hall of Fame divenendo la prima donna a godere di questo titolo.
Dopo un anno di matrimonio con Chris, Lita divorziò e si dedicò alla composizione del prossimo album, intitolato Dangerous Curves, ovvero il titolo di una canzone che Sammy Hagar le aveva dedicato. Lei non riprese il brano ma ne sfruttò il titolo. Nell'album, prodotto da Tom Werman, era incluso il brano "Bad Love" che trattava del suo recente divorzio e "Little Too Early", brano scritto in collaborazione con Joe Lynn Turner e Ritchie Blackmore. Nella formazione subentrò al basso Matt Bissonette (ex A=440 e David Lee Roth), mentre Grombacher rimase alla batteria. Parteciparono ospiti d'eccezione come il chitarrista degli Heart Howard Leese, e nel ruolo di coristi i celebri cantante Jeff Scott Soto (Yngwie J. Malmsteen) e Joe Lynn Turner (Rainbow, Yngwie J. Malmsteen).
Anche questo però non ebbe buoni riscontri anche a causa della pressante ondata grunge che proprio in quel periodo cambiava le tendenze musicali.
Nel 1993 divenne candidata al Grammy per la miglior performance rock alla voce da una donna per il suo singolo "Shot Of Poison" estratto da Dangerous Curves ma il titolo infine venne vinto da Melissa Etheridge.
Nel 1994 Carmelita incontrò in un club di Dallas l'ex cantante dei Nitro Jim Gillette, e subito i due instaurarono un rapporto. Dopo sole due settimane i due si sposarono il 13 maggio 1994, anno di uscita di Black, album influenzato dalle nuove correnti del grunge e alternative rock. Jim Gillette apparì come special guest nell'album dove contribuirono come coristi anche l'ex Fastway Dave King e nuovamente Jeff Scott Soto. Venne prodotto dall'etichetta tedesca ZYX Records e disponibile solo tramite importazione.
Lita con Jim Gillette volle formare nel 1995 un nuovo progetto il quale nome avrebbe dovuto essere Rumble Tribe, ma infine non venne alla luce. Dopo aver cercato di fondare altri progetti, Lita e Jim celebrarono la nascita del loro primo figlio James Leonard Gillette, il 13 maggio 1997 a Panama Beach, Florida.
Nello stesso anno partecipò al tribute album dei Led Zeppelin intitolato Stairway To Heaven suonando i brani "Whole Lotta Love" e "Rock & Roll".
Nel frattempo alcune voci divulgavano notizie su una riunione delle Runaways.
Grazie alla popolarità ottenuta con la sua carriera solista, la Ford vinse ancora un award in America nel 1998 nonostante non avesse pubblicato alcun disco da tre anni.

#### Terzo millennio
Nel 2000 venne realizzato il disco Greatest Hits Live per l'etichetta Deadline Records. Inclusa nel cd era una traccia inedita chiamata "Nobody's Child" registrata a Nashville nel 1999 per questo disco, che includeva inoltre alcune tracce live risalenti al 1992 suonate a San Juan Capistrano. A chiudere il disco fu una delle tracce preferite da Lita, la reinterpretazione dei Montrose "Rock Candy".
Durante il 2001 Lita Ford, ormai residente in Florida, diede alla luce il secondo figlio. Tornò sul palco dopo diversi anni il 12 giugno 2004 quando, assieme a Glenn Hughes e Kevin DuBrow, apparì al quarto festival 98.9 WMMO Rock Forever Golf Classic and Concert a Orlando, Florida.
In seguito, Lita è riapparsa nel mondo della musica partecipando come ospite nel brano I'll Be Home for Christmas, tratto dall'ultimo disco dei Twisted Sister, A Twisted Christmas nel 2006, e il 27 giugno 2009 a Monza, in occasione del "Gods of metal", uno dei più grandi concerti italiani di rock e metal.
Nel 2009, Lita è entrata nel cast di doppiatori del gioco Brütal Legend, prestando la voce per il personaggio di Rima, Regina delle amazzoni di Zaulia; sempre nello stesso gioco è presente il personaggio Lita Halford, a lei ispirata ma doppiata da Kath Soucie. Nello stesso anno ha pubblicato un nuovo album, intitolato Wicked Wonderland, a 15 anni di distanza dal precedente, Black.
Nel 2012 Lita ritorna con un nuovo album in studio intitolato, autobiograficamente, Living Like a Runaway, prodotto da Gary Hoey e ispirato al suo recente divorzio da Jim Gillette, avvenuto l'anno precedente. Fra i nuovi brani proposti nel disco, oltre alla ballata Mother dedicata ai figli, è presente, come bonus track, anche una cover di un classico di Elton John, The Bitch Is Back. Tale è il titolo del nuovo album live di Lita, uscito il 22 ottobre 2013.

## Membri della band di Lita Ford

### Chitarra
- Joe Taylor
- Steve Fister

### Basso
- Neil Merryweather
- Randy Schuchart
- Hugh McDonald
- Donnie Nossov
- Matt Bissonette
- Larry Dennison
- Tommy Caradonna

### Batteria
- Dusty Watson
- Randy Castillo
- Myron Grombacher
- Rodger Carter
- Stet Howland
- Jimmy DeGrasso
- Scot Coogan

### Tastiere
- David Ezrin

## Discografia

### Solista

#### Album in studio
- 1983 - Out for Blood
- 1984 - Dancin' on the Edge
- 1988 - Lita
- 1990 - Stiletto
- 1991 - Dangerous Curves
- 1994 - Black
- 2009 - Wicked Wonderland
- 2012 - Living Like a Runaway
- 2016 - Time Capsule

#### Live
- 2000 - Greatest Hits Live
- 2004 - In Concert
- 2013 - The Bitch Is Back

#### Raccolte
- 1992 - The Best Of Lita Ford
- 1999 - Greatest Hits
- 2001 - Kiss Me Deadly
- 2004 - Platinum and Gold Collection - The Best of Lita Ford
- 2007 - Out for Blood/Dancin' on the Edge

### Con le Runaways

#### Album in studio
- 1976 - The Runaways
- 1977 - Queens of Noise
- 1977 - Waitin' for the Night

#### Live
- 1977 - Live in Japan

#### Raccolte
- 1978 - And Now... The Runaways
- 1980 - Flaming Schoolgirls
- 1981 - Little Lost Girls
- 1987 - The Best of the Runaways
- 1991 - Neon Angels
- 2005 - 20th Century Masters - The Millennium Collection: The Best of the Runaways

### Partecipazioni
- 1981 - The Stepmothers - You Were Never My Age
- 1984 - Heaven - Where Angels Fear to Tread
- 1989 - W.A.S.P. - The Headless Children
- 1994 - W.A.S.P. - First Blood Last Cuts
- 1995 - Colonna sonora - Robocop the Series
- 2006 - Twisted Sister - A Twisted Christmas
- 2005 - LOU - I Want To Be Loved
- 2016 - Ace Frehley - Origins, Vol. 1

### Tribute album
- 1997 - Stairway to Heaven: A Tribute to Led Zeppelin

## Videografia
- 1989 - Lita Video
- 1990 - A Midnight Snack
- 1991 - Dangerous Videos Vol.1
- 2003 - Complete Video Collection

## Filmografia
- Edgeplay (2002) [Attrice]
- Detroit Rock City (1999) [Compositrice]
- Southie (1998) [Compositrice]
- Howie (1992) TV Series [Chitarra]
- Highway to Hell (1992) [Attrice]
- Herman's Head (1991) [Attrice] Episodio: "Love Me Two-Timer" (episodio numero 2.24)